# قره‌بلاغ (آوج)
قره‌بلاغ، روستایی از توابع بخش مرکزی شهرستان آوج در استان قزوین ایران است.

## جمعیت
این روستا در دهستان حصار ولیعصر قرار دارد و براساس سرشماری مرکز آمار ایران در سال ۱۳۸۵، جمعیت آن ۱۶۵ نفر (۴۰ خانوار) بوده‌است.